# Letalitet
Letalitet är dödligheten för en viss sjukdom, alltså hur många av de insjuknade som sedan dör av sjukdomen. Letaliteten anges i procent av hur många som insjuknat.